# Cladonia pseudopityrea
Cladonia pseudopityrea Vain. (1887), è una specie di lichene appartenente al genere Cladonia,  dell'ordine Lecanorales.
Il nome proprio deriva dal greco ψευδής, cioè pseudés, che significa falso, artefatto, e dal greco πίτυρον, cioè pìtyron, che significa crusca, ad indicare la forma di questo lichene.

## Caratteristiche fisiche
Il sistema di riproduzione è principalmente sessuale. Il fotobionte è principalmente un'alga verde delle Trentepohlia,

## Habitat
Questa specie si adatta soprattutto a climi di tipo mediterraneo e mediterraneo-montano. Rinvenuta su suoli ricchi di humus in foreste, specialmente sulla riva di torrenti e in prevalenza su piante dei generi Olea, Pinus, Abies e Fagus. Predilige un pH del substrato da molto acido a valori intermedi fra molto acido e subneutro puro. Il bisogno di umidità è piuttosto igrofitico.

## Località di ritrovamento
La specie è stata rinvenuta nelle seguenti località:
- Spagna

In Italia questa specie di Cladonia è estremamente rara: 
- Trentino-Alto Adige, non è stata rinvenuta
- Val d'Aosta, non è stata rinvenuta
- Piemonte, non è stata rinvenuta
- Lombardia, non è stata rinvenuta
- Veneto, non è stata rinvenuta
- Friuli, non è stata rinvenuta
- Emilia-Romagna, non è stata rinvenuta
- Liguria, non è stata rinvenuta
- Toscana, non è stata rinvenuta
- Umbria, non è stata rinvenuta
- Marche, non è stata rinvenuta
- Lazio, non è stata rinvenuta
- Abruzzi, non è stata rinvenuta
- Molise, non è stata rinvenuta
- Campania, non è stata rinvenuta
- Puglia, non è stata rinvenuta
- Basilicata, non è stata rinvenuta
- Calabria, molto rara lungo il versante tirrenico, sulla Sila e sull'Aspromonte
- Sicilia, molto rara nel messinese, palermitano e ragusano, non rinvenuta altrove
- Sardegna, non è stata rinvenuta nel cagliaritano e lungo il litorale orientale, molto rara nel resto della regione.[2]

## Tassonomia
Questa specie e di incerta attribuzione per quanto concerne la sezione di appartenenza; a tutto il 2008 non sono state identificate forme, sottospecie e varietà.